# Liste der Monuments historiques in Nantouillet
Die Liste der Monuments historiques in Nantouillet führt die Monuments historiques in der französischen Gemeinde Nantouillet auf.

## Liste der Bauwerke
| Bezeichnung     | Beschreibung                  | Standort          | Kennzeichnung | Schutzstatus | Datum | Bild           |
| --------------- | ----------------------------- | ----------------- | ------------- | ------------ | ----- | -------------- |
| Schloss         | Erbaut im 16. Jahrhundert     | (Lage)            | PA00087160    | Classé       | 1862  | weitere Bilder |
| Kirche St-Denis | Erbaut im 16./17. Jahrhundert | Grande-Rue (Lage) | PA00087161    | Classé       | 1999  | weitere Bilder |

## Liste der Objekte
Zum Verständnis siehe: Kirchenausstattung
- Monuments historiques (Objekte) in Nantouillet in der Base Palissy des französischen Kultusministeriums